# Lajkovac (selo)
Lajkovac (selo) (em cirílico: Лајковац (село)) é uma vila da Sérvia localizada no município de Lajkovac, pertencente ao distrito de Kolubara. A sua população era de 2128 habitantes segundo o censo de 2011.

## Demografia
| 1948 | 1953  | 1961 | 1971  | 1981  | 1991  | 2002  | 2011  |
| ---- | ----- | ---- | ----- | ----- | ----- | ----- | ----- |
| 747  | 1 043 | 967  | 1 099 | 1 464 | 1 859 | 1 950 | 2 128 |